# 三硫化二钛
三硫化二钛是一种无机化合物，化学式为{\displaystyle {\ce {Ti2S3}}}，在高温下稳定（1500 °C失重0.61%），但在氧气存在下加热，会被氧化为二氧化钛。它可由二硫化钛在含硫化氢的氢气中加热还原得到。它具有砷化镍结构。。